# Rophites theryi
Rophites theryi är en biart som beskrevs av Raymond Benoist 1930. Rophites theryi ingår i släktet blomdyrkarbin, och familjen vägbin. Inga underarter finns listade i Catalogue of Life.